# Aguanga, Kalifornija
Aguanga je naseljeno područje za statističke svrhe u američkoj saveznoj državi Kalifornija. Prema popisu stanovništva iz 2010. u njemu je živjelo 1,128 stanovnika.